# Championnats du monde de duathlon 2000
Navigation
Édition précédente Édition suivante
Les Championnats du monde de duathlon 2000 présentent les résultats des championnats mondiaux de duathlon en 2000 organisés par la fédération internationale de triathlon.
Ces 11e championnats se sont déroulés à Calais en France le 8 octobre 2000.

## Distances parcourues
| Distances course (kilomètres) | Distances course (kilomètres) | Distances course (kilomètres) |
| Course à pied                 | Cyclisme                      | Course à pied                 |
| ----------------------------- | ----------------------------- | ----------------------------- |
| 10                            | 40                            | 5                             |

## Résultats

### Élite
| Rang               | Athlète           | Pays     | Temps           |
| ------------------ | ----------------- | -------- | --------------- |
| Médaille d'or      | Benny Vansteelant | Belgique | 1 h 46 min 05 s |
| Médaille d'argent  | Yann Millon       | France   | 1 h 47 min 11 s |
| Médaille de bronze | Huub Maas         | Pays-Bas | 1 h 47 min 40 s |

| Rang               | Athlète             | Pays        | Temps           |
| ------------------ | ------------------- | ----------- | --------------- |
| Médaille d'or      | Stephanie Forrester | Royaume-Uni | 2 h 02 min 02 s |
| Médaille d'argent  | Siri Lindley        | États-Unis  | 2 h 02 min 03 s |
| Médaille de bronze | Christiane Söder    | Allemagne   | 2 h 02 min 15 s |

### Junior
| Rang               | Athlète          | Pays   | Temps           |
| ------------------ | ---------------- | ------ | --------------- |
| Médaille d'or      | Santiago Ascenço | Brésil | 1 h 54 min 21 s |
| Médaille d'argent  | Brent McMahon    | Canada | 1 h 54 min 47 s |
| Médaille de bronze | Xavier Fanovard  | France | 1 h 56 min 05 s |

| Rang               | Athlète         | Pays        | Temps           |
| ------------------ | --------------- | ----------- | --------------- |
| Médaille d'or      | Nicola Spirig   | Suisse      | 2 h 06 min 03 s |
| Médaille d'argent  | Lesley Paterson | Royaume-Uni | 2 h 06 min 53 s |
| Médaille de bronze | Jessica Mayou   | Belgique    | 2 h 07 min 33 s |

## Tableau des médailles
| Rang  | Nation      | Or | Argent | Bronze | Total |
| ----- | ----------- | -- | ------ | ------ | ----- |
| 1     | Royaume-Uni | 1  | 1      | 0      | 2     |
| 2     | Belgique    | 1  | 0      | 1      | 2     |
| 3     | Brésil      | 1  | 0      | 0      | 1     |
| -     | Suisse      | 1  | 0      | 0      | 1     |
| 5     | France      | 0  | 1      | 1      | 2     |
| 6     | Canada      | 0  | 1      | 0      | 1     |
| -     | États-Unis  | 0  | 1      | 0      | 1     |
| 8     | Allemagne   | 0  | 0      | 1      | 1     |
| -     | Pays-Bas    | 0  | 0      | 1      | 1     |
| Total | Total       | 4  | 4      | 4      | 12    |